# 32 Bootis
Désignations
32 Bootis est une étoile de la constellation du Bouvier, située à 360 années-lumière de la Terre. Elle est visible à l'œil nu comme une étoile pâle jaune avec une magnitude apparente visuelle de 5,55. Elle s'approche du Système solaire avec une vitesse radiale héliocentrique de −23 km/s. Elle a un mouvement propre relativement élevé, traversant la sphère céleste à une vitesse de 0,195 seconde d'arc par an.
C'est une étoile géante vieillissante qui a un type spectral G8 III. Elle se situe probablement le long de la branche horizontale et est une étoile géante candidate se situant dans le red clump. Elle a un âge estimé à 1,46 million d'années avec 2.15 M☉. Avec l'hydrogène épuisé dans son noyau, elle s'est étendue actuellement avec 12 R☉. Elle rayonne avec 79 L☉ depuis sa photosphère avec une température effective de 4 958 K.